# 丹羽秀樹
丹羽 秀樹（にわ ひでき、1972年（昭和47年）12月20日 - ）は、日本の政治家。自由民主党所属の衆議院議員（7期）、自由民主党国会対策委員長代理、自由民主党愛知県支部連合会長。
文部科学副大臣兼内閣府副大臣（菅義偉内閣）、文部科学副大臣（第3次安倍第3次改造内閣・第4次安倍内閣）、内閣府副大臣（第3次安倍内閣）、文部科学大臣政務官（第2次安倍内閣）、衆議院厚生労働委員長、自民党副幹事長、自民党広報副本部長、広報戦略局長などを歴任した。
父方の祖父は元労働大臣の丹羽兵助。母方の祖父は元衆議院議員の安藤孝三。父方の大叔父に元衆議院議員の丹羽久章、親戚に元知多市長の安藤嘉治、アーク証券会長の安藤龍彦がいる。

## 来歴

### 生い立ち
愛知県春日井市生まれ（現住所は春日井市八田町5丁目）。1991年（平成3年）、東海高等学校を卒業し、玉川大学文学部に入学。
高校大学時代、父親の丹羽孝充と祖母の丹羽百合子は2度の衆院選で公選法違反で逮捕され、有罪判決を受けている。1度目は1990年（平成2年）の総選挙で、二人は丹羽兵助のために総額500万円の買収申込みを春日井市議、県議、春日井市長らに対し行った。2度目は1993年（平成5年）の総選挙で、即位の礼の特赦により公民権を回復した孝充自身が立候補。孝充は後援会幹部ら運動員計15人に総額2,550万円を渡し、祖母の百合子は後援会役員4人に総額1,000万円を渡した。後者の選挙による逮捕者は計29人に上がった。
1995年（平成7年）、玉川大学文学部卒業。アーク証券勤務を経て自由民主党衆議院議員・高村正彦の秘書を務めた。

### 愛知県第6区の動向、衆院選へ立候補
祖父の丹羽兵助は初当選の1955年（昭和30年）以降、地盤のない春日井市で一人ひとりにきめ細かく接し、巨大集票組織として知れわたった後援会「二八会」をつくり上げた。しかし前述のように2度に及ぶ選挙違反で丹羽ファミリーの陣営は崩壊。1994年（平成6年）に制定された小選挙区制度により、春日井市は旧愛知県第2区の北部を構成していた小牧市、西春日井郡7町（現在の清須市・北名古屋市・豊山町の2市1町）とともに愛知県第6区を構成することとなったが、1996年（平成8年）10月の総選挙で自民党は春日井市議会議員の伊藤勝人(後述に登場する長谷川達也の父である長谷川武の地盤を事実上引き継ぎ2003年より2023年4月まで愛知県議会議員を務める)を擁立した。伊藤は次点で落選し、2000年（平成12年）の総選挙では自民党は公認候補を立てられずに終わる。
2003年（平成15年）、丹羽秀樹はついに衆院選立候補の意向を固めた。ところが自民党春日井市支部では元衆議院議員秘書の長谷川達也（後に令和4年5月に行われた春日井市長選挙に立候補、2023年5月より春日井市議会議員に復帰）から公認申請を受けており、内部の意見はなかなかまとまらなかった。同年8月19日、党愛知県連は犬山市長の石田芳弘に立候補を要請。9月1日に石田が「市長の後継者が見つからない段階で出馬は難しい」と断りの返答をすると、党県連は9月27日、春日井市支部が決定した統一候補を公認候補として党本部に推薦することを決めた。愛知県第6区の他の小牧市、犬山市の両支部も春日井市支部決定の候補を全面的に応援することに同意。これを受けて春日井市支部は9月28日に緊急役員会を開き、丹羽を統一候補に選んだ。10月9日、自民党本部は丹羽の公認を決定。10月21日、自民党県連は長谷川を比例単独とする方針を固めた。
同年10月27日、自民党・公明党・保守新党の連立与党3党は名古屋市内のホテルで合同選対会議を開き、3党間の選挙協力を確認した。しかし愛知県第6区では丹羽と、愛知4区から国替えした保守新党の元職の三沢淳の調整がつかず分裂選挙となった。自民党は三沢に与党空白区である愛知11区(支部長であった山中燁子の後任が決まらず土井真樹の擁立が決まる前の時期)へ移ることを働き掛けるが奏功せず、県連幹部は「保守新党という小さな政党に、9区と10区の二つも譲ったのに見返りがない」と強い不満を漏らした。公明党は「片方だけをやることはできない」と静観を決め込んだ。11月9日、第43回衆議院議員総選挙執行。民主党現職の前田雄吉が再選を果たした。丹羽は次点で落選し比例復活もかなわなかった。三沢も落選。比例東海ブロック単独32位で立候補した長谷川も落選した。

### 初当選以後

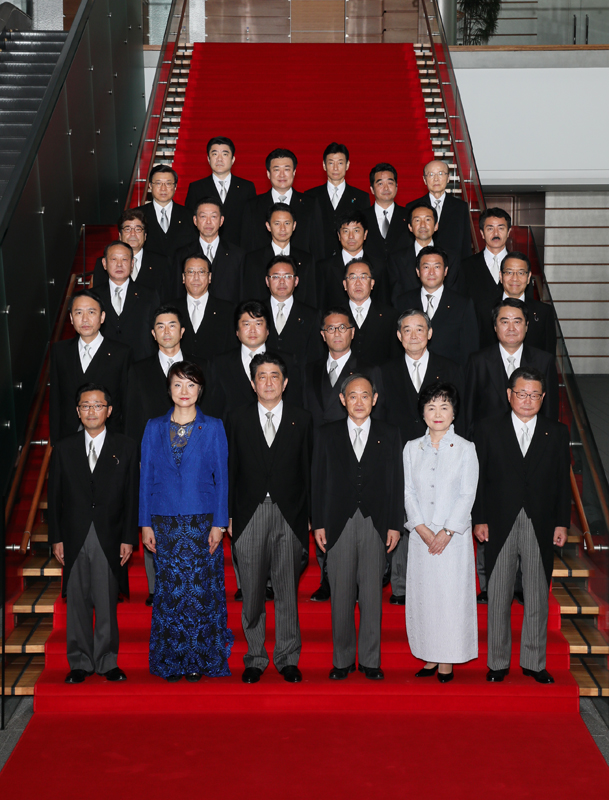
2017年8月7日撮影。一番左下の人物が丹羽。

2005年（平成17年）の第44回衆議院議員総選挙で前田を破り初当選した（前田も比例東海ブロックで復活）。総選挙後、2005年（平成17年）初当選の新人議員で結成された83会（会長：土屋正忠会長）に所属。
2009年（平成21年）の第45回衆議院議員総選挙では、民主党公認で元犬山市長の石田芳弘に6万票超の大差で敗れ、比例復活もならず落選。
2011年（平成23年）、石田の議員辞職に伴う愛知県第6区補欠選挙に自民党公認で立候補し、減税日本の候補者ら新人4人を斥け当選、国政に復帰。
2012年（平成24年）12月16日の第46回衆議院議員総選挙では、愛知県第6区で3選。選挙の結果を受けて成立した第2次安倍内閣で、文部科学大臣政務官（科学技術、文化担当）に就任。2013年（平成25年）9月30日、政務官を退任し、自民党副幹事長に就任。
2014年（平成26年）9月3日、第2次安倍改造内閣で文部科学副大臣（教育の再生、スポーツの振興等の担当）に就任。同年12月14日の第47回衆議院議員総選挙では、愛知県第6区で4選。
2015年（平成27年）6月25日、平成32年東京オリンピック競技大会・東京パラリンピック競技大会特別措置法施行を受けて内閣府副大臣に任命された。
2016年（平成28年）9月、衆議院厚生労働委員長に就任。
2017年（平成29年）8月7日、第3次安倍第3次改造内閣で再び文部科学副大臣（教育の再生、文化の振興担当）に就任。同年10月22日の第48回衆議院議員総選挙で5選。
2019年（令和元年）10月、自民党広報副本部長、広報戦略局長に就任。
2021年（令和3年）2月1日、不祥事により罷免された田野瀬太道の後任として、文部科学副大臣兼内閣府副大臣に就任した。
同年、「党愛知県連会長選挙に出る」と宣言。挨拶回りを開始し、県連の役職を辞任した。現職の会長は参議院議員の藤川政人。同年5月上旬、県連幹部は「話もせずに走り出し、藤川が不愉快に思うだろう」と丹羽を電話でたしなめた。県連は7月に会長選挙を含む「県連党大会」を開く予定だったが、新型コロナウイルス感染拡大やオリンピックを理由に開催を延期した。
同年10月31日の第49回衆議院議員総選挙で、立憲民主党公認の比例東海ブロック現職の松田功、日本共産党公認の元春日井市議の内田謙を破り、6期目の当選を果たした。

### 愛知県連会長就任以後

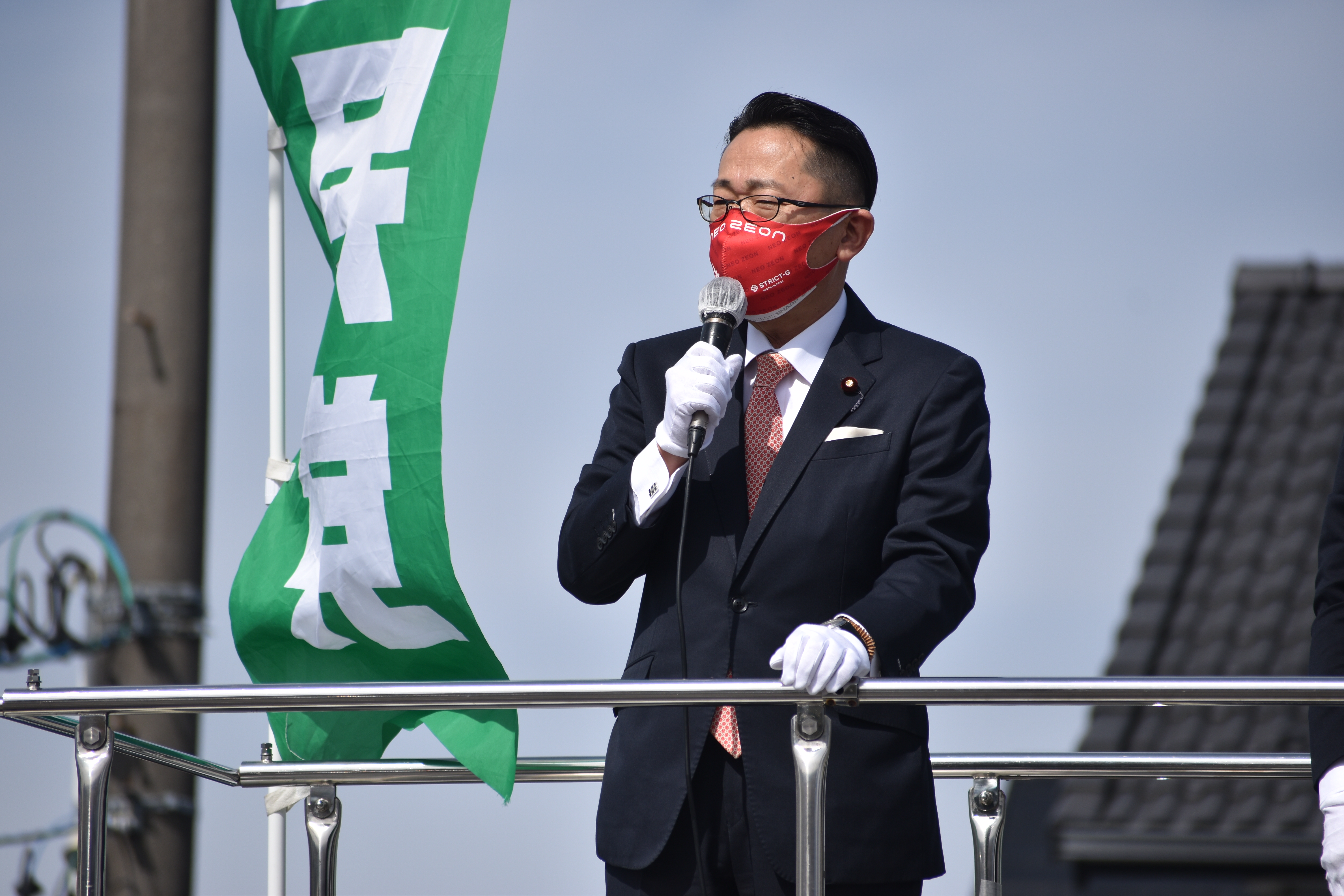
2023年3月、愛知県江南市内で街頭演説する丹羽

2022年（令和4年）1月22日、自民党県連は名古屋市内で県連大会を開き、新会長に丹羽を選出した。
同年2月25日、佐藤勉、御法川信英、阿部俊子と共に、麻生派を退会。
同年12月23日、衆院小選挙区の定数を「10増10減」する改正公選法が28日に施行されるのを前に、自民党は第50回衆議院議員総選挙の公認予定者となる支部長を決定。丹羽の選挙区である愛知県第6区のうち、犬山市と小牧市は新設の愛知県第16区に移る一方で、愛知県第7区から瀬戸市の全域が第6区に編入され、鈴木淳司と地盤を分け合う形になった。党内での調整が続いており、この日、愛知県の小選挙区では丹羽や鈴木を含む7選挙区7人の支部長が決定しなかった。
2024年（令和6年）10月27日の第50回衆議院議員総選挙で7選。同年11月15日、自由民主党国会対策委員長代理に就任。
2025年（令和7年）6月21日、県連会長続投が承認された。3期目で任期は2年間。

## 政策・主張

### 憲法
- 憲法改正について、2017年のアンケートでは「賛成」と回答[37]。2021年のアンケートで「どちらかといえば賛成」と回答[38]。
- 9条改憲について、2017年の中日新聞社のアンケートで「賛成」と回答[39]。9条への自衛隊の明記について、2021年のNHKのアンケートで「賛成」と回答[40]。
- 改正すべき項目として、2021年の朝日新聞社のアンケートで「自衛隊の保持を明記する」「教育の充実に向けた環境整備を行う旨を明記する」「各都道府県から必ず1人は参議院議員を選出するよう明記する」「緊急事態に関する条項を新設する」と主張[38]。

- 憲法を改正し緊急事態条項を設けることについて、2021年の毎日新聞社のアンケートで「賛成」と回答[41]。

### 外交・安全保障
- 安全保障関連法の成立について、2017年のアンケートで「評価する」と回答[37]。
- 「他国からの攻撃が予想される場合には敵基地攻撃もためらうべきではない」との問題提起に対し、2021年のアンケートで「どちらとも言えない」と回答[38]。
- 「北朝鮮に対しては対話よりも圧力を優先すべきだ」との問題提起に対し、2021年のアンケートで「どちらとも言えない」と回答[38]。
- 普天間基地の辺野古移設について、2021年のアンケートで「どちらかと言えば賛成」と回答[38]。
- 徴用工訴訟などの歴史問題をめぐる日韓の関係悪化についてどう考えるかとの問いに対し、2021年の毎日新聞社のアンケートで「政府の今の外交方針でよい」と回答[41]。

### ジェンダー
- 選択的夫婦別姓制度の導入について、2017年のアンケートでは「どちらかといえば反対」と回答[37]。2021年のアンケートでは「どちらとも言えない」と回答[38]。
- 同性婚を可能とする法改正について、2021年のアンケートで「どちらとも言えない」と回答[38]。「同性婚を制度として認めるべきだと考えるか」との2021年の毎日新聞社のアンケートに対し、選択肢以外の回答をした[41]。
- 「LGBTなど性的少数者をめぐる理解増進法案を早期に成立させるべきか」との問題提起に対し、2021年のアンケートで「どちらかといえば賛成」と回答[38]。
- クオータ制の導入について、2021年のアンケートで「どちらかといえば賛成」と回答[40]。

### その他
- 原子力発電所の再稼働問題について、2017年の中日新聞社のアンケートで「新規制基準を満たす原発は再稼働すべき」と回答[39]。
- 「原子力発電への依存度について今後どうするべきか」との問題提起に対し、2021年のアンケートで「下げるべき」と回答[40]。
- アベノミクスについて、2017年のアンケートで「評価する」と回答[37]。
- 安倍内閣による森友学園問題・加計学園問題への対応について、2017年のアンケートで「評価する」と回答[37]。
- 森友学園への国有地売却をめぐる公文書改竄問題で、2021年5月6日、国は「赤木ファイル」の存在を初めて認めた[42]。しかし5月13日、菅義偉首相はファイルの存在を踏まえた再調査を行わない考えを報道各社に書面で示した[43]。9月の自民党総裁選挙で総裁に選出された岸田文雄も10月11日、衆議院本会議の代表質問で再調査の実施を否定した[44]。国の対応をどう考えるかとの同年の毎日新聞社のアンケートに対し「これ以上、調査や説明は必要ない」と回答[41]。
- 女性宮家の創設に反対[45]。

## 人物

### 統一教会との関係
- 2021年（令和3年）10月17日、すなわち衆議院議員選挙公示の2日前、世界平和統一家庭連合（旧統一教会）の関係者らは丹羽とともに「丹羽秀樹先生を迎えて国政報告会」と題する集会を行った。メディアの報道によれば場所は「教会施設である可能性が高い」とされる[46]。

- 2021年（令和3年）11月5日、世界平和連合の中部地区常任講師や国際勝共連合愛知県本部の代表を務めるS[47]は、5日前に実施された衆院選「第3地区」を総括する33ページにわたる内部資料を作成した。教団は日本を5地区に分けており、第3地区は東海北陸信越近県に及ぶ中部地区一帯を指す。本部から「勝共推進国会議員の全員当選」の要請があったことが記され、上記の国政報告会の写真も掲載された[48]。選挙結果のページでは、丹羽ら「新しくUPFに繋がった東海ブロック国会議員10人」[注 1]が記され、統一教会のフロント組織である天宙平和連合（UPF）と世界平和連合が一体となった政界工作であることが示された[46]。

- 2022年（令和4年）7月から8月にかけて、共同通信社は、全国会議員712人を対象に、統一教会との関わりを尋ねるアンケートを実施。8月31日に各議員の回答の全文を公表した。岸田文雄首相は8月8日の自民党臨時役員会で、統一教会をめぐり「政治家の責任で関係をそれぞれ点検し、適正に見直してもらいたい」と述べ、党所属国会議員全員に通達するよう指示[49]しながらも、自身はアンケートに答えることを拒否した[注 2]。丹羽もアンケートに答えることを拒否した[54][55]。

### その他
- 日本共産党の機関紙しんぶん赤旗に、2012年（平成24年）に徳田毅の資金管理団体「徳田毅政経研究会」が丹羽のパーティー券を50万円分購入していると報じられた[56]。
- 父親と祖母が起こした2度にわたる選挙違反により、丹羽兵助が築き上げた後援会は壊滅的となった。しかし丹羽秀樹は2005年（平成17年）の初当選以後、祖父から受け継いだ地盤を徐々に回復させていった。愛知県下の政治家、政治団体が2017年に行った政治資金パーティーにおいて、丹羽が得たパーティー収入の額は自民党愛知県連、大村秀章知事、民進党愛知県連に次いで多い2,730万円であった[57][58][59]。

## 所属団体・議員連盟
- 自民党たばこ議員連盟[60]
- 83会
- 自民党動物愛護管理推進議員連盟
- トラック輸送振興議員連盟
- TPP交渉における国益を守り抜く会
- 北京オリンピックを支援する議員の会
- 家族の絆特命委員会

## 選挙歴
| 当落 | 選挙                     | 執行日         | 年齢 | 選挙区      | 政党       | 得票数     | 得票率 | 定数 | 得票順位 /候補者数 | 政党内比例順位 /政党当選者数 |
| ---- | ------------------------ | -------------- | ---- | ----------- | ---------- | ---------- | ------ | ---- | ------------------ | ---------------------------- |
| 落   | 第43回衆議院議員総選挙   | 2003年11月09日 | 30   | 愛知県第6区 | 自由民主党 | 8万700票   | 36.50% | 1    | 2/4                | 11/9                         |
| 当   | 第44回衆議院議員総選挙   | 2005年09月11日 | 32   | 愛知県第6区 | 自由民主党 | 12万6670票 | 48.03% | 1    | 1/3                | /                            |
| 落   | 第45回衆議院議員総選挙   | 2009年08月30日 | 36   | 愛知県第6区 | 自由民主党 | 10万2252票 | 35.89% | 1    | 2/5                | 15/6                         |
| 当   | 第45回衆議院議員補欠選挙 | 2011年4月24日  | 38   | 愛知県第6区 | 自由民主党 | 10万4328票 | 61.45% | 1    | 1/5                | /                            |
| 当   | 第46回衆議院議員総選挙   | 2012年12月16日 | 39   | 愛知県第6区 | 自由民主党 | 11万3991票 | 49.13% | 1    | 1/3                | /                            |
| 当   | 第47回衆議院議員総選挙   | 2014年12月14日 | 41   | 愛知県第6区 | 自由民主党 | 10万6887票 | 52.01% | 1    | 1/3                | /                            |
| 当   | 第48回衆議院議員総選挙   | 2017年10月22日 | 44   | 愛知県第6区 | 自由民主党 | 11万4894票 | 50.79% | 1    | 1/4                | /                            |
| 当   | 第49回衆議院議員総選挙   | 2021年10月31日 | 48   | 愛知県第6区 | 自由民主党 | 13万6168票 | 58.35% | 1    | 1/3                | /                            |
| 当   | 第50回衆議院議員総選挙   | 2024年10月27日 | 51   | 愛知県第6区 | 自由民主党 | 9万2083票  | 51.74% | 1    | 1/4                | /                            |